# Staw Browarny (Gdańsk)

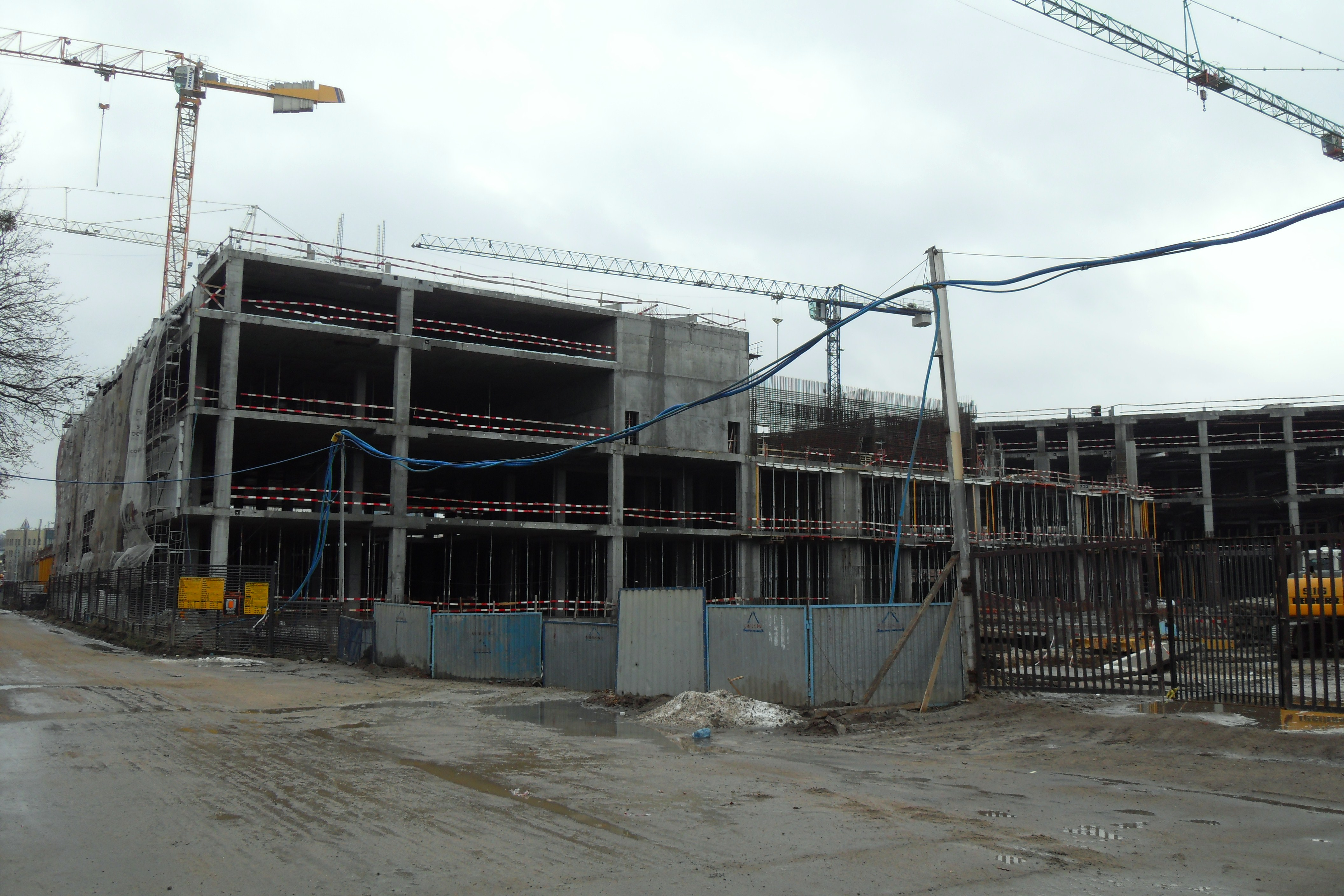
Miejsce, w którym znajdował się staw (fot. z przełomu lat 2014/15)

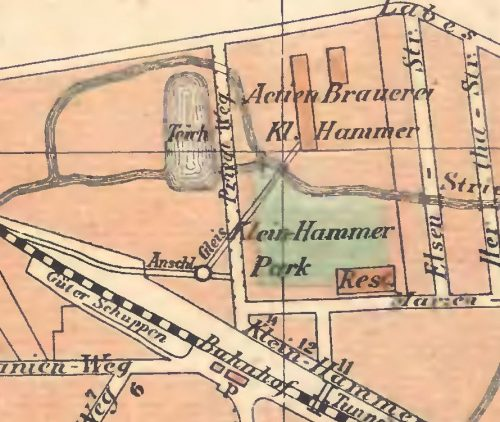
Staw Browarny (Teich) na planie z 1899

Staw Browarny – staw parkowy w biegu potoku Strzyży, położony w Gdańsku Wrzeszczu, w dzielnicy Dolny Wrzeszcz (osiedle Kuźniczki). Do 2013 staw położony był w bezpośrednim sąsiedztwie dawnego browaru gdańskiego oraz stacji kolejowej Gdańsk Wrzeszcz, powstałej w miejscu ogrodów kwiatowych dawnego Parku Kuźniczki. Zasypany w 2011 roku.

## Historia
W XVI wieku staw był centralnym akwenem posiadłości Kuźniczki, w ramach której spełniał funkcje gospodarcze, związane z funkcjonowaniem kuźni Klein Hammer położonej nad Strzyżą. Wkrótce stał się elementem krajobrazu wielkiego zespołu parkowego – Parku Kuźniczki z dworem.
Na koniec XVIII wieku datuje się początki położonego nad stawem i Strzyżą browaru gdańskiego. Staw stał się głównym źródłem pozyskiwania lodu dla celów technologicznych browaru; pozyskiwany lód był następnie przechowywany w głębokich piwnicach browaru pod warstwą ochronną trocin – w lodowniach. Staw także zabezpieczał w razie pożaru budynki browaru oraz spełniał funkcje retencyjne.
Mimo sąsiedztwa zakładu, staw i tereny nad nim pełniły funkcję rekreacyjną, stanowiąc element parku i ogrodów. 
W II połowie XIX wieku ogrody na południowy zachód od stawu zostały odsprzedane z przeznaczeniem na budowę linii kolejowej Gdańsk Główny – Wejherowo – Koszalin.

### Wiek XX i XXI
W wieku XX staw w dalszym ciągu służył zarówno browarowi, jak i rekreacji. Wspominany jest jako miejsce zabaw dzieci przez Güntera Grassa w książce Psie lata.
Ok. połowy XX wieku korygowano bieg Strzyży w taki sposób, że staw mógł być technicznie odcinany od zasilania wodą potoku. Na przełomie XX i XXI wieku dokonano odcięcia stawu na stałe, w związku z czym rozpoczął się proces jego dewastacji. Podjęto jednak proces rewitalizacji obszaru Kuźniczek, w ramach której dokonano odnowienia dworu oraz części Parku Kuźniczki oraz zapowiedziano rewitalizację dalszych obiektów. Na zlecenie Urzędu Miejskiego w Gdańsku opracowano projekt rewitalizacji stawu jako zbiornika stanowiącego część terenu rekreacyjnego.
W 2011 roku władze Gdańska oceniły, że dewastacja terenu i ostateczna utrata przezeń funkcji umożliwiają likwidację stawu. Został on zasypany, w jego miejscu zaplanowane budowę w latach 2012–2014 zamkniętego zbiornika retencyjnego oraz obiektu handlowo-usługowego pod nazwą Centrum Hevelius. W czerwcu 2015 roku odbyło się zawieszenie wiechy na obiekcie, którego ostateczna nazwa to Galeria Metropolia.